# Central and South Norfolk League
Central and South Norfolk League (hiện tại theo lý do tài trợ có tên là Crown Fire Central and South Norfolk League) là một giải bóng đá Anh, thành lập năm 1905 và có 4 hạng đấu. Hạng cao nhất, Division One, nằm ở Cấp độ 18 trong Hệ thống các giải bóng đá ở Anh. Đây là giải đấu góp đội cho Anglian Combination.
Giải đấu cung cấp Bóng đá thứ Bảy cho vùng Trung và Nam Norfolk và các phần ở Bắc Suffolk.
Giải đấu hiện liên kết với Norfolk County Football Association.

## Lịch sử
Giải đấu được dựa trên cơ sở của giải Norwich and District League, được thành lập năm 1905. Giải League Championship Cup hiện tại được khởi tranh ngay sau Thế chiến thứ II. Trong những năm sau đó, các đội bóng tham dự bao gồm Bungay, Dereham, Diss, Fakenham, Holt, North Walsham, Swaffham và Wymondham. Tuy nhiên, tình trạng khẩn cấp của Norfolk and Suffolk League vào khoảng thời gian này dẫn đến một cuộc họp vào năm 1935 về một sự hợp nhất. Cuối cùng thì 2 giải đấu không đồng ý và dẫn đến việc Norwich and District League chỉ còn 5 đội và không thể tổ chức giải đấu mùa giải 1935-36.
Giải đấu không thể tái lập cho đến sau Thế chiến thứ II khi kết hợp với Catton and District League để trở thành Norwich and District League thi đấu mùa giải 1946-47. Giải đấu mới trở nên mạnh hơn nhiều và bắt đầu mùa đầu tiên với 48 đội bóng. Giải đấu tiếp tục lớn mạnh với 4 hạng đấu và hơn 50 thành viên như bắt đầu giảm số lượng vào thập niên 1960. Sự mở rộng của Anglian Combination càng dẫn đến sự suy giảm và cuối thập niên 1960, giải chỉ còn 3 hạng đấu. Hạng đấu thứ 3 bị hủy bỏ năm 1974 và năm 1976, số lượng thành viên chỉ còn dưới 20. Lịch sử bắt đầu lặp lại.
Năm sau đó, một cuộc họp bất thường diễn ra xem xét phải làm gì để ngăn cản sự suy giảm liên tục về thành viên. Cuộc họp đã nhấn mạnh sự thay đổi và đặt một tên mới cho giải là Norwich and South Norfolk District League. Khi mùa giải tiếp theo chuẩn bị bắt đầu, giải đấu chỉ còn lại 12 đội. Trong 5 năm, số lượng thành viên trở về lại trên 20 và giải trở về 2 hạng đấu năm 1983. Trong cùng thời gian đó, sức mạnh tài chính của giải tiếp tục phát triển sau một giai đoạn phá sản ảo giữa thập niên 1970.
Số lượng thành viên tiếp tục tăng và năm 1993 chứng kiến giải đấu trở về lại 3 hạng đấu với số thành viên gần 40. Năm 1996, cuộc thảo luận diễn ra với Dereham and District League về một sự hợp nhất và nó đã xảy ra trước mùa giải 1996/97. Sự đồng hóa các đội bóng Dereham League dẫn đến sự mở rộng hơn nữa ở mùa giải sau đó với việc thêm vào hạng đấu thứ tư và số lượng thành viên vượt quá 50 vào năm 1998 lần đầu tiên trong 40 năm.
Đầu năm 1999, giải đấu thông báo sự tài trợ lớn của Crown Fire Protection Ltd. of Dereham. Mối quan hệ đó giúp giải đấu mở rộng hoạt động bao gồm việc vận hành trang mạng cách tân và phổ biến. Tên của công ty bây giờ trở nên đồng nghĩa với giải đấu.
Để nhận ra sự thay đổi vùng địa lý to lớn của giải đấu, một cuộc họp đặc biệt diễn ra vào tháng 11 năm 2001, đồng ý đổi tên giải thành Central and South Norfolk League. Tên gọi mới này có hiệu lực từ mùa giải 2002-03 cùng với logo mới mô tả thiên nhiên vùng quê của giải đấu và sự liên kết với các nhà tài trợ.
Giải đấu đang bao phủ một diện tích 1.500 dặm vuông Anh (3.900 km2) ở Trung và Nam Norfolk và Bắc Suffolk. Sự bao phủ lan ra từ Melton Constable phía Bắc đến Eye ở Suffolk phía Nam và Methwold phía Tây đến Acle và gần như Beccles phía Đông.
Trong gần 110 năm tồn tại, giải đấu chỉ có 5 thư ký. Arthur Turner là thư ký đầu tiên của giải đấu vào năm 1905 và giữ chức vụ đến năm 1933, được kế nhiệm bởi Mr. W. Sussams. Khi giải đấu hợp nhất với Catton and District League năm 1946, Ben Smith, thư ký của Catton League, được chọn làm thư ký giải đấu cho đến năm 1959 khi Don Alborough được bổ nhiệm làm đồng thư ký với ông. Hai người giữ chức vụ đồng thư ký đến năm 1977 khi John Turner được bổ nhiệm làm thư ký và giữ chức vụ cho đến hiện tại.
Ngày 2 tháng 5 năm 2005, kỷ niệm 100 năm thành lập Norwich and District League, giải đấu tiền nhiệm của giải hiện tại. Trong phần kỷ niệm 100 năm này, giải đấu tổ chức một trận trẻ của Norfolk County F.A. tại Aldiss Park, Dereham. Kết quả chung cuộc hòa 2–2 mặc dù đội County cố gắng ghi 2 bàn ở những phút cuối để san bằng với đội League. Để đánh dấu sự kiện này, mỗi câu lạc bộ ở mùa giải 2005–06 được trao tặng một bộ cột cờ góc đặc biệt kỷ niệm 1 thế kỷ.
Mùa giải 2007-08 được đánh dấu bởi nhiều sự kiện quan trọng. Tại cuộc họp thường niên, Hector Chambers, Chủ tịch giải đấu đã được tặng một tô hồng bạc để đánh dấu 50 năm làm việc cho giải. Số lượng đội bóng tham gia lớn nhất (55), được chia thành 4 hạng đấu với các hạng Divisions 1, 2 và 4 đủ 14 đội. Cuối cùng, mùa giải đánh dấu một bước phát triển khác của giải là sự thành lập kể hoạch hỗ trợ các câu lạc bộ. Sự hỗ trợ trong năm đầu tiên là việc tặng mỗi đội bóng mỗi quả bóng thi đấu mới. Cuối mùa giải, giải đấu tổ chức trận xuyên giải đấu đầu tiên sau nhiều năm và kết quả là North East Norfolk League giành chiến thắng với tỷ số 4–2.
Năm 2010, giải đấu được công nhận bởi the Football Association khi giành ngôi Á quân trong mục mặt sân cỏ của giải thưởng quốc gia Respect and Fair Play.

## Các đội vô địch gần đây
| Mùa giải  | Division One             | Division Two                                    | Division Three                                  | Division Four            |
| --------- | ------------------------ | ----------------------------------------------- | ----------------------------------------------- | ------------------------ |
| 1977–78   | Rockland Utd.            | Kenninghall                                     |                                                 |                          |
| 1978–79   | Aslacton & Gt. Moulton   |                                                 |                                                 |                          |
| 1979–80   | Tacolneston              |                                                 |                                                 |                          |
| 1980–81   | Aslacton & Gt. Moulton   |                                                 |                                                 |                          |
| 1981–82   | Tacolneston              |                                                 |                                                 |                          |
| 1982–83   | Wymondham Town A         |                                                 |                                                 |                          |
| 1983–84   | Lopham Utd               | Mulbarton Utd. Dự bị                            |                                                 |                          |
| 1984–85   | Mulbarton Utd. Dự bị     | Harleston Town A                                |                                                 |                          |
| 1985–86   | Yaxham                   | Shropham Social Club                            |                                                 |                          |
| 1986–87   | Great Ellingham Athletic | Toftwood Utd.                                   |                                                 |                          |
| 1987–88   | Overland                 | Attleborough Town A                             |                                                 |                          |
| 1988–89   | Dickleburgh              | Scole Utd. Dự bị                                |                                                 |                          |
| 1989–90   | Overland                 | Shropham                                        |                                                 |                          |
| 1990–91   | Diss Town A              | Mulbarton Utd. A                                |                                                 |                          |
| 1991–92   | Diss Town A              | Attleborough Athletic                           |                                                 |                          |
| 1992–93   | Overland                 | Ditchingham                                     |                                                 |                          |
| 1993–94   | Watton United A          | Div.2A – Dereham Town A Div.2B – Overland Dự bị |                                                 |                          |
| 1994–95   | Yaxham                   | R.L. Rangers                                    | Fakenham Town A                                 |                          |
| 1995–96   | Yaxham                   | Kenninghall                                     | Swaffham Town B                                 |                          |
| 1996–97   | Great Ryburgh            | Plough and Furrow Utd.                          | Great Ryburgh Dự bị                             |                          |
| 1997–98   | Yaxham                   | Bridgham                                        | Div.3A – Hingham Athletic Div.3B – Holy Trinity |                          |
| 1998–99   | Yaxham                   | Hingham Athletic                                | West End                                        | Hepworth                 |
| 1999–2000 | Methwold Hythe           | Whissonsett                                     | Hepworth                                        | Wortham                  |
| 2000–01   | Hingham Athletic         | Ashill                                          | Morley Village Dự bị                            | Methwold Hythe Dự bị     |
| 2001–02   | Methwold Hythe           | Bircham                                         | Longham                                         | East Harling Dự bị       |
| 2002–03   | Yaxham                   | Longham                                         | East Harling                                    | Redgrave Rangers         |
| 2003–04   | Yaxham                   | East Harling                                    | Redgrave Rangers                                | Great Cressingham        |
| 2004–05   | East Harling             | Redgrave Rangers                                | Great Cressingham                               | Dereham Posties          |
| 2005–06   | Great Ryburgh            | North Elmham                                    | Dereham Posties and Shipdham                    | Thetford Athletic        |
| 2006–07   | Toftwood United          | Dereham Posties                                 | Thetford Athletic                               | Cockers                  |
| 2007–08   | Toftwood United          | Thetford Athletic                               | Bunwell                                         | Thetford Rovers Dự bị    |
| 2008–09   | Thetford Athletic        | Dickleburgh                                     | Thetford Rovers Dự bị                           | Heathersett Athletic     |
| 2009–10   | Dickleburgh              | Thetford Rovers Dự bị                           | Bradenham Wanderers Dự bị                       | Splitz United            |
| 2010–11   | Bridgham United          | Feltwell United                                 | Thurton & Ashby                                 | Diss Town 'A'            |
| 2011–12   | Feltwell United          | Castle Acre Swifts                              | Tugas United                                    | Litcham                  |
| 2012–13   | Castle Acre Swifts       | West End                                        | Stoke Ferry                                     | Mulbarton Wanderers 'A'  |
| 2013–14   | Castle Acre Swifts       | Stoke Ferry                                     | North Pickenham                                 | Castle Acre Swifts Dự bị |
| 2014–15   | Castle Acre Swifts       | Narborough                                      | Wendling                                        | Dereham Taverners        |

Nguồn:

## Các câu lạc bộ mùa giải 2015–16
| Division One - Beetley Bees - Castle Acre Swifts - Gressenhall - Mulbarton Wanderers 'A' - Narborough - North Elmham - Shipdham - Tacolneston | Division Two - Attleborough Town 'A' - Bridgham United - Castle Acre Swifts Dự bị - Hethersett Athletic - Marham Wanderers - Morley Village - Rockland United - Sporle - Tacolneston Dự bị - Wendling | Division Three - Billingford - Colkirk - Dereham Taverners - Feltwell United Dự bị - Longham United - Northwold - Rampant Horse - Swanton Morley Cockers - Walsingham United - Watton United Dự bị - Yaxham | Division Four - Bar 33 - Beetley Bees Dự bị - Diss Greyhound - Gressenhall Dự bị - Narborough Dự bị - Necton Dự bị - Rockland United Dự bị - Scarning United - Scole United 'A' - Shipdham Dự bị |

Nguồn: